# Fábio Luiz Magalhães
Fábio Luiz de Jesus Magalhães (* 13. März 1979 in Marataízes, Espírito Santo) ist ein brasilianischer Beachvolleyballspieler, Weltmeister und Silbermedaillengewinner bei Olympischen Spielen.

## Karriere
Magalhães spielte zunächst von 1999 bis 2000 bei Barao Ceval und 2001 bei Alvares Cabral Hallenvolleyball, ehe er sich dem Spiel im Sand zuwandte. Mit dem Beachvolleyball-Weltmeister von 1999, José Loiola bestritt Fábio Luiz die FIVB World Tour 2003 und erreichte als bestes Ergebnis einen neunten Platz. Im nächsten Jahr gab es mit dem neuen Partner Paulo Emilio schon eine Bronzemedaille beim Turnier auf Mallorca.
Mit Márcio Araújo begann für Fábio Luiz Magalhães die erfolgreichste Zeit seiner Beachkarriere. 2005 wurde er zum besten Blocker und zum Most Improved Player der FIVB-Beachserie gewählt. Im gleichen und im folgenden Jahr standen Fábio Luiz und Araújo bei sieben Veranstaltungen auf dem obersten Treppchenplatz, bei 28 Events erreichten die beiden Brasilianer neunzehn Mal das Halbfinale, dabei gab es siebzehn Mal eine Medaille. Höhepunkt war der Gewinn des Weltmeistertitels 2005 in Berlin. Dort gewannen die beiden Südamerikaner nach der Niederlage in ihrem Eröffnungsspiel neun Partien in Folge.
Diesen Erfolg konnten sie bei den Olympischen Spielen in Peking 2008 nicht ganz wiederholen, nach dem Sieg im Semifinale gegen ihre Landsleute Ricardo Santos/Emanuel Rego verloren Magalhães/Araújo das Finale gegen die Amerikaner Rogers/Dalhausser und holten sich Silber. Das folgende Jahr verlief nicht mehr so erfolgreich für die beiden Brasilianer. Hatten sie 2007 noch drei und 2008 zumindest noch ein FIVB-Turnier gewonnen, gab es 2009 als beste Platzierung einen dritten Platz in Brasília.
Von einer Medaille war Fábio Luiz bei den Turnieren 2010 weit entfernt. Mit Harley Marques Silva wurde er in der Hauptstadt seines Heimatlandes Brasília Siebzehnter, mit Bruno de Paula reichte es in Moskau sogar nur zum 25. Platz, bestes Ergebnis in der Saison war ein dreizehnter Platz bei den Marseille Open. Auch 2011 reichte es nicht zu vorderen Platzierungen. Nach zwei Jahren Pause starteten die beiden Weltmeister von 2005 noch einmal gemeinsam bei zwei nationalen Turnieren, bei denen sie ins Viertelfinale kamen, und beim Grand Slam in São Paulo, dort reichte es nur zum fünfundzwanzigsten Rang. Ein letztes Turnier in Brasilien mit Saymon Barbosa Santos beendete die Beachvolleyballkarriere von Fábio Luiz Magalhães.

## Privates
Mit seiner Frau Barbara hat Fábio Luiz Magalhães seit Anfang Juni 2009 einen Sohn.